# Університет прикладних наук
Університет прикладних наук ( нім. Fachhochschule або Hochschule, англ. University of Applied Sciences) - різновид університетів, орієнтованих на професійну освіту , що виникла в системі німецької вищої освіти в 70-х роках і поширилася на Австрію, Швейцарію та інші країни.
Класичні університети та університети прикладних наук використовують однаковий метод навчання, заснований на цілях Болонського процесу, і надають підготовку за спеціальностями на однаково визнаному рівні.  Відмінність полягає у стилі викладання: університети прикладних наук проводять курси невеликими групами і завжди поєднують теорію з практичною роботою. 
Крім перекладу «Університет прикладних наук» зустрічаються також переклади «вища [професійна / технологічна / технічна / політехнічна] школа», «прикладний / професійний / технологічний / технічний / політехнічний інститут», «вища [прикладна] школа» та застарілий переклад «політехнікум» .
- Fachhochschule[en] або Hochschule[en] - назва, що використовується в Німеччині,  Австрії та Швейцарії. У французькій частині Швейцарії використовується назва Haute École Spécialisée, в італійській - Scuola Universitaria Professionale .
- Hogeschool[en] - назва, що використовується в Нідерландах та Бельгії [3] .
- Ammattikorkeakoulu[en] - назва, що використовується у Фінляндії .

## Університети прикладних наук Німеччини
| Назва нім.           | Назва англ.                                | Назва укр.                            | Місто            |
| -------------------- | ------------------------------------------ | ------------------------------------- | ---------------- |
| HWR Berlin           | Berlin School of Economics and Law         | Університет прикладних наук Берліна   | Берлін           |
| Hochschule Bremen    | Bremen City University of Applied Sciences | Університет прикладних наук Бремена   | Бремен           |
| HAW Hamburg          | Hamburg University of Applied Sciences     | Університет прикладних наук Гамбурга  | Гамбург          |
| TH Köln              | Cologne University of Applied Sciences     |                                       | Кельн            |
| Hochschule München   | Munich University of Applied Sciences      | Університет прикладних наук Мюнхена   | Мюнхен           |
| FH Münster           | Münster University of Applied Sciences     | Університет прикладних наук Мюнстера  | Мюнстер          |
| Hochschule Osnabrück | Osnabrück University of Applied Sciences   | Університет прикладних наук Оснабрюка | Оснабрюк, Лінген |
| Hochschule Bochum    | Bochum University of Applied Sciences      | Університет прикладних наук Бохума    | Бохум            |